# Steph Song
Steph Song (* 19. April 1984 in Kuching, Sarawak) ist eine malaysische Schauspielerin chinesischer Herkunft.

## Leben
Song wuchs in Saskatoon, Saskatchewan, Kanada auf. Von den asiatischen Lesern des FHM-Magazins wurde sie 2004 zu einer der „2004/2005 Ten Sexiest Women in the World“ sowie 2006 zur „Sexiest Woman in the World“ gewählt. Bekanntheit als Schauspielerin erlangte sie durch ihre Rolle Stephanie Chang in der Fernsehserie Achar! (2004–2005), welche 2005 auf dem New York Television Festival die „World Bronze Medla for Situation Comedy“ gewann, sowie durch ihre Rolle Brianna „Bree“ Jyang in der Fernsehserie jPod (2008). Weitere Serienauftritte hatte sie unter anderem in The Secret Life of Us (2001), Heartlanders (2002), First Touch (2002–2003), The Singapore Short Story Project (2003) welche in der Kategorie „Best Drama Series“ den Asian Television Award gewann, Godiva’s (2006), Dragon Boys (2007) und als Roulette in Smallville (2009).
Zu den Filmen, in denen sie spielte, gehören The Long Lunch (2003), Love Poetry (2004), Everything’s Gone Green (2006), War (2007), Waiting in Beijing (2008), Dim Sum Funeral (2008), Frozen – Etwas hat überlebt (2009), Paradox – Die Parallelwelt (2010) und Maximum Conviction (2012).
Für ihr Wirken im kanadischen Film und Fernsehen erlangte Song von 2007 bis 2010 fünf Leo-Award-Nominierungen sowie eine Gemini-Award-Nominierung.

## Filmografie
- 2001: The Secret Life of Us (Fernsehserie, 2 Folgen)
- 2002: Heartlanders (Fernsehserie)
- 2002: Guru Wayne
- 2002–2003: First Touch (Fernsehserie)
- 2003: The Singapore Short Story Project (Miniserie)
- 2003: The Long Lunch
- 2004: Love Poetry (Fernsehfilm)
- 2004: Hainan ji fan
- 2004–2005: Achar! (Fernsehserie, 11 Folgen)
- 2006: Godiva’s (Fernsehserie, 3 Folgen)
- 2006: Everything’s Gone Green
- 2007: Dragon Boys (Miniserie)
- 2007: Crossroads: A Story of Forgiveness (Fernsehfilm)
- 2007: War
- 2008: Waiting in Beijing
- 2008: Shoot Me Now (Fernsehserie, eine Folge)
- 2008: Dim Sum Funeral
- 2008: jPod (Fernsehserie, 13 Folgen)
- 2009: The Listener – Hellhörig (The Listener, Fernsehserie, eine Folge)
- 2009: Frozen – Etwas hat überlebt (The Thaw)
- 2009: Smallville (Fernsehserie, eine Folge)
- 2010: Paradox – Die Parallelwelt (Paradox)
- 2010: Stained
- 2011: Endgame (Fernsehserie, eine Folge)
- 2011: Befriend and Betray (Fernsehfilm)
- 2012: Sleeping Dogs (Computerspiel)
- 2012: Maximum Conviction

## Auszeichnungen und Nominierungen
FHM-Magazin-Auszeichnung
- 2004: Wahl der asiatischen Leser zu einer der „2004/2005 Ten Sexiest Women in the World“[2]
- 2006: Wahl der asiatischen Leser zur „Sexiest Woman in the World“[3]

Gemini Award
- 2007: Nominierung in der Kategorie „Best Performance by an Actress in a Leading Role in a Dramatic Program or Mini-Series“ für Dragon Boys[5]

Leo Award
- 2007: Nominierung als Beste Hauptdarstellerin in einem Drama für Everything’s Gone Green[6]
- 2007: Nominierung als Beste Hauptdarstellerin in einer Dramaserie für Dragon Boys[6]
- 2008: Nominierung als Beste Nebendarstellerin in einer Dramaserie für jPod[7]
- 2009: Nominierung als Beste Hauptdarstellerin in einem Drama für Dim Sum Funeral[8]
- 2010: Nominierung als Beste Nebendarstellerin in einem Drama für Frozen: Etwas hat überlebt[9]